# 郑宝森
郑宝森（1929年—），河北满城人，中国人民解放军将领、中国人民解放军中将。
毕业于空军高级航空学校。1990年，接替杨永斌，担任兰州军区空军政治委员。1993年，由臧穗接任。1990年，授中国人民解放军中将军衔。